# Старая Шадрина
Старая Шадрина — деревня в Суерском сельском поселении Упоровского района Тюменской области. Расположена на левом берегу реки Тобола. Расстояние до села Суерка 16 км, районного центра села Упорово 34 км, областного центра города Тюмени 176 км. Состоит из двух улиц: Боровая и Береговая.

## Историческая справка
Впервые упоминается в переписной книге Тобольского уезда Льва Поскочина 1683 года. 
(л.1571об) Деревня Шадрина на реке Тоболе. Во дворе Федка Омельянов Шадрин сказал родился де он в Тобольском уезде в Чюбаровской слободе. В  Суерской слободе живет со РПЗ году (1679). У него дети Трошка, Костка, у Трошки сын Мишка, у Костки сын Ганка год.(л.1572) Во дворе Тимошка Уржумов сказал родился он в  Устюжском уезде Варжемской волости. Живет в  Суерской слободе со РПФ году (1681). У него сын Ганка 2 лет.
 Шадрин Федор Емельянович из Чюбаровской слободы основал деревню Старую Шадрину в 1683 году.
Относилась к Суерскому острогу, в 1795 году вошла в состав Поляковской волости, с 1884 года в составе Коркинской волости, 1919 — Шадринского сельсовета, 1958 — Старошадринского сельсовета, 1961- Суерского сельсовета, 2004 года в составе Суерского сельского поселения.
- В 1912 году в селе была церковь, земская школа, церковно-приходская школа, хлебозапасной магазин, торговая лавка, ветряная мельница. Старосты деревни Старая Шадрина: 1782 — Артюгин Иван Иванович; 1882-1883-Епанчинцев Дмитрий Николаев; 1897 — Черепанов Терентий Петров.[3]
- В годы Великой Отечественной войны ушли на фронт 45 человек из них 20 человек не вернулись домой.[3]

## Население
| 1683 | 1689 | 1782 | 1816 | 1834 | 1858 | 1897 | 1989 | 2002 | 2010 |
| 7    | 17   | 103  | 222  | 250  | 379  | 442  | 347  | 296  | 230  |

По переписи 1689 года в Старой Шадриной проживало 17 чел.: Степановы 2, Уржумовы 4, Шадрины 11. По ревизской сказке 1782 года 103 чел.: Глухих 15, Елесины 17, Еремеевы 9, Ерины 3, Константиновы 15, Коптяевы 6, Корбаевы 5, Косачевы 3, Кумарины 3, Кунгурцевы 8, Лихановы 7, Могутовы 25, Переладовы 6, Рожинцевы 5, Трушниковы 10, Удинцевы 2, Шадрины 3, Шестаковы 5.

## Церковь
Старая Шадрина относилась к приходу Богородице-Казанской церкви села Коркино, расстояние до села 9 верст. Первая часовня построена в 1800 году. В 1870 году по распоряжению епархиального начальства построена новая часовня во имя Святого Модеста на средства крестьянина Полкова Мануила Николаевича. 
Имущества в оной ни какого нет и пользы для церкви ни какой не приносит и не может приносить, потому что жители деревни Шадриной почти все раскольники стариковской секты».
 В 1898 году открылась новая деревянная церковь во имя Святого Модеста, сгорела 3 ноября 1901 г. В 1903 году на средства прихожан построена временная деревянная церковь во имя Святой Троицы. В 1913 году на средства прихожан построена деревянная церковь с колокольней на каменном фундаменте, покрыта железом, освящена во имя Священномученика Модеста. В 1915 году в штате церкви состояли священник, псаломщик. Церкви принадлежало 90 десятин пахотной, 9 десятин сенокосной и 4 десятины усадебной земли вместе с погостом, имела приписную часовню и молитвенный дом в д. Поляковой"..
В 1932 году церковь закрыли. В 1937 году решением Упоровского райисполкома здание церкви передано под клуб и поставлено на баланс Шадринского сельсовета. В настоящее время здание церкви находится в ветхом состоянии и требует капитального ремонта.

## Шадринский сельский совет
Шадринский сельский совет образован в конце 1919 г. в Коркинской волости. В начале 1924 году вошел в Суерский район, 01.01.1932 в Упоровский район, 11.12.1958 г. переименован в Старошадринский сельсовет, 22.05.1961 года упразднен и вошел в Суерский сельсовет. В 1940 году в состав Старошадринского сельского совета входили 4 населённых пункта: село Старая Шадрина — центральная усадьба, деревни: Истокская, Полякова, Денисов стан, все они исчезли.
Сельский совет имел на своей территории два колхоза им. Ленина, «Путь Ленина» с посевной площадью 1109 гектаров, МТФ −623 голов, СТФ −123 голов, СТФ- 66 голов и одну начальную школу.

## Сельское хозяйство
На территории Старошадринского сельсовета в 1938 году было 2 колхоза им. Ленина («Блюхер») и «Путь Ленина». В 1950 году колхозы объединились с Поляковским колхозом «Победа». В 1960 году колхоз «Победа» вошел в состав Суерского колхоза «Память Ленина». В советское время в Старой Шадриной были построена ферма КРС, овцеферма, работала начальная школа, библиотеки, клуб. После распада колхоза ферму разрушили, школу закрыли. Из объектов культбыта имеется магазин, библиотека, почта, ФАП. За бывшей фермой в 250 м от застройки находится кладбище.

## Образование
Земская школа в Старой Шадриной учреждена в 1889 г. В 1910 году в ней обучалось 19 мальчиков и 7 девочек, всего 26 учеников; в 1915 году 19 мальчиков и 11 девочек. Учителя земской школы: Медведева Евдокия Петровна, Полкова Ольга Мануиловна, Руденко Яков Андреевич (1889-?).
В советское время начальная школа открылась в начале 1920-х годов. В 1924 году заведующей школой была Альбова Анна Михайловна (1905-?), дочь священника Михаила Иоаннович.

## Галерея

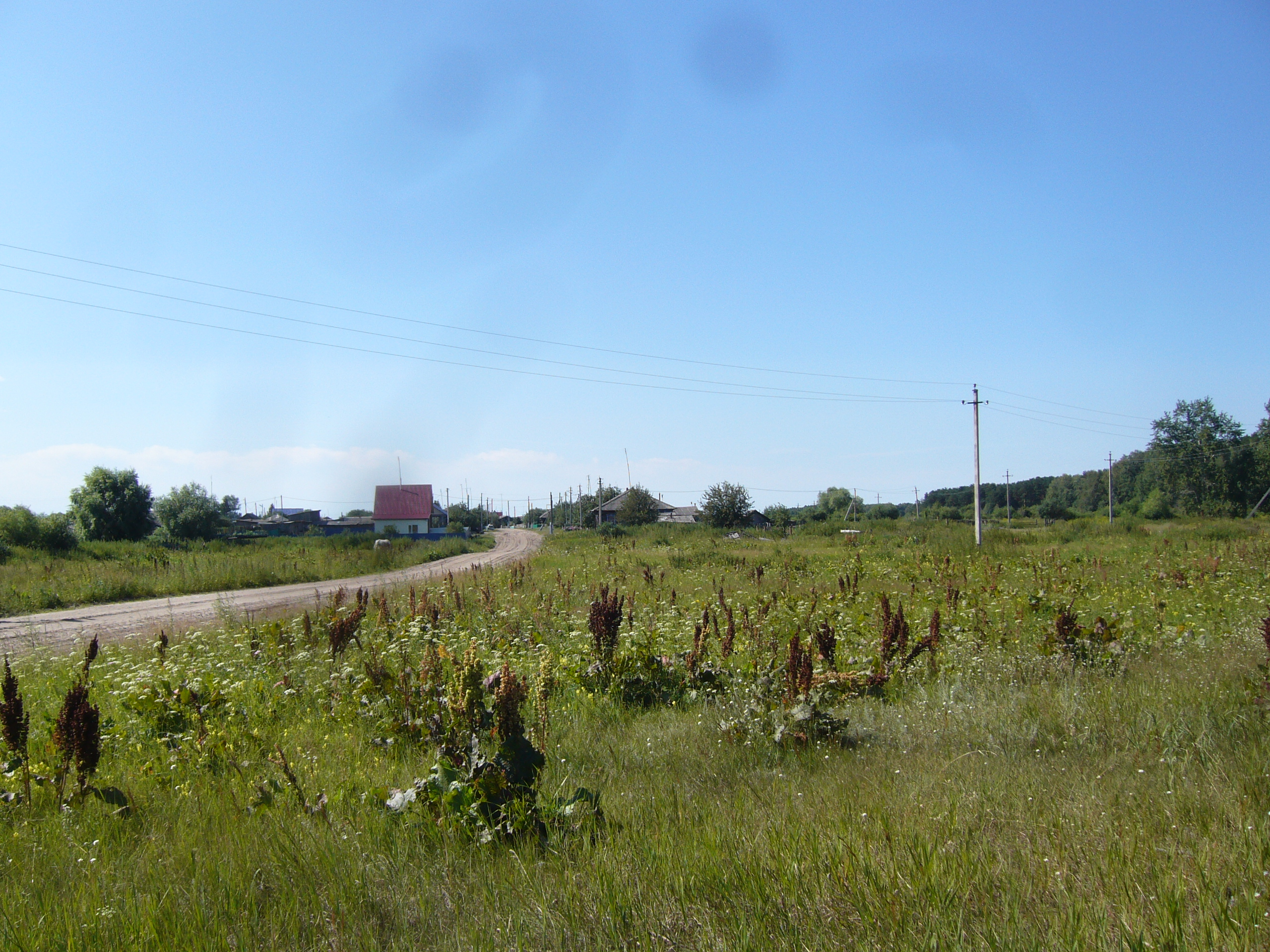
Въезд в Старую Шадрину. 2018 год
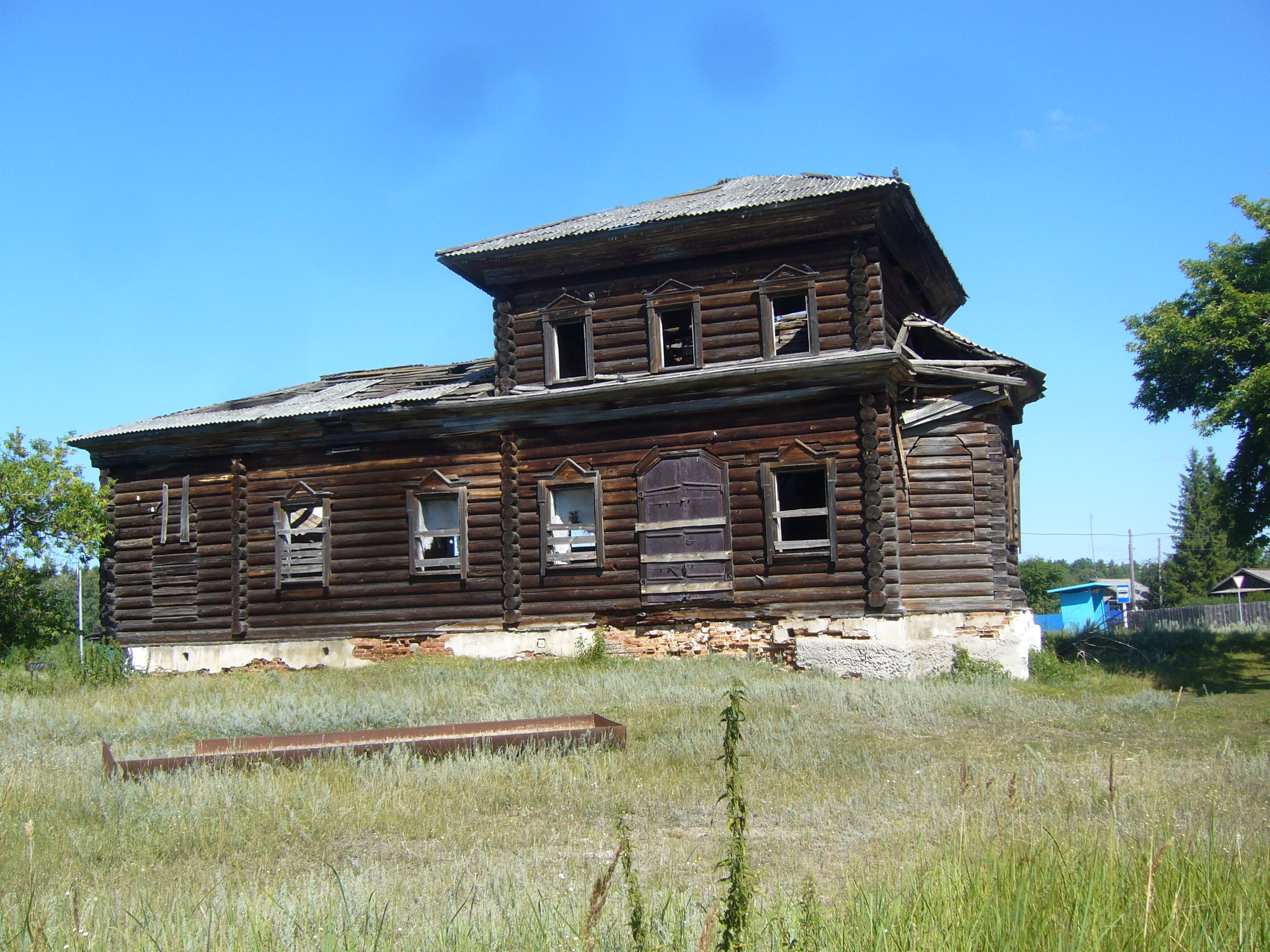
Модестовская церковь. 2018 год.
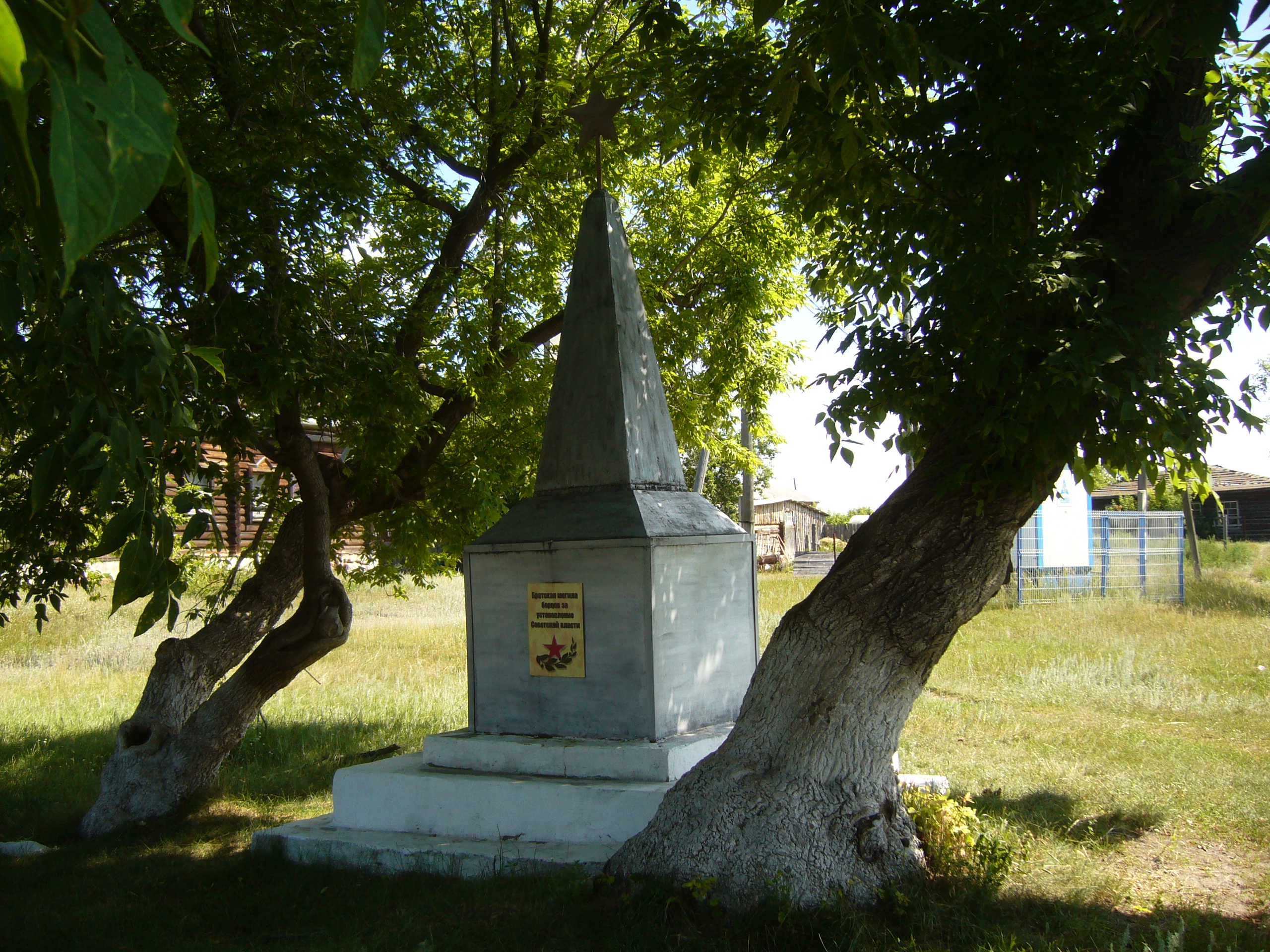
Памятник борцам Советской власти.
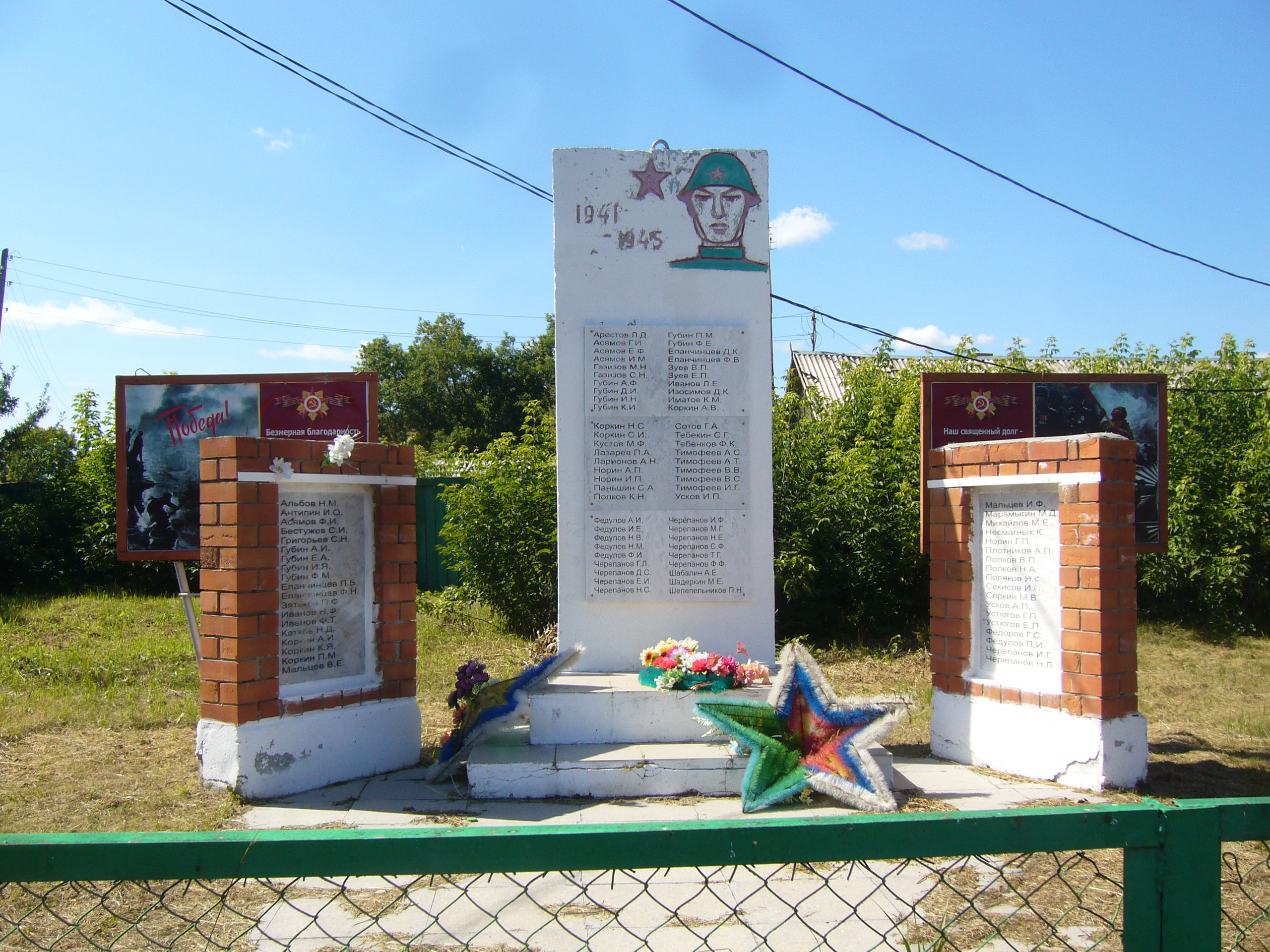
Памятник воинам ВОВ. 2018 год
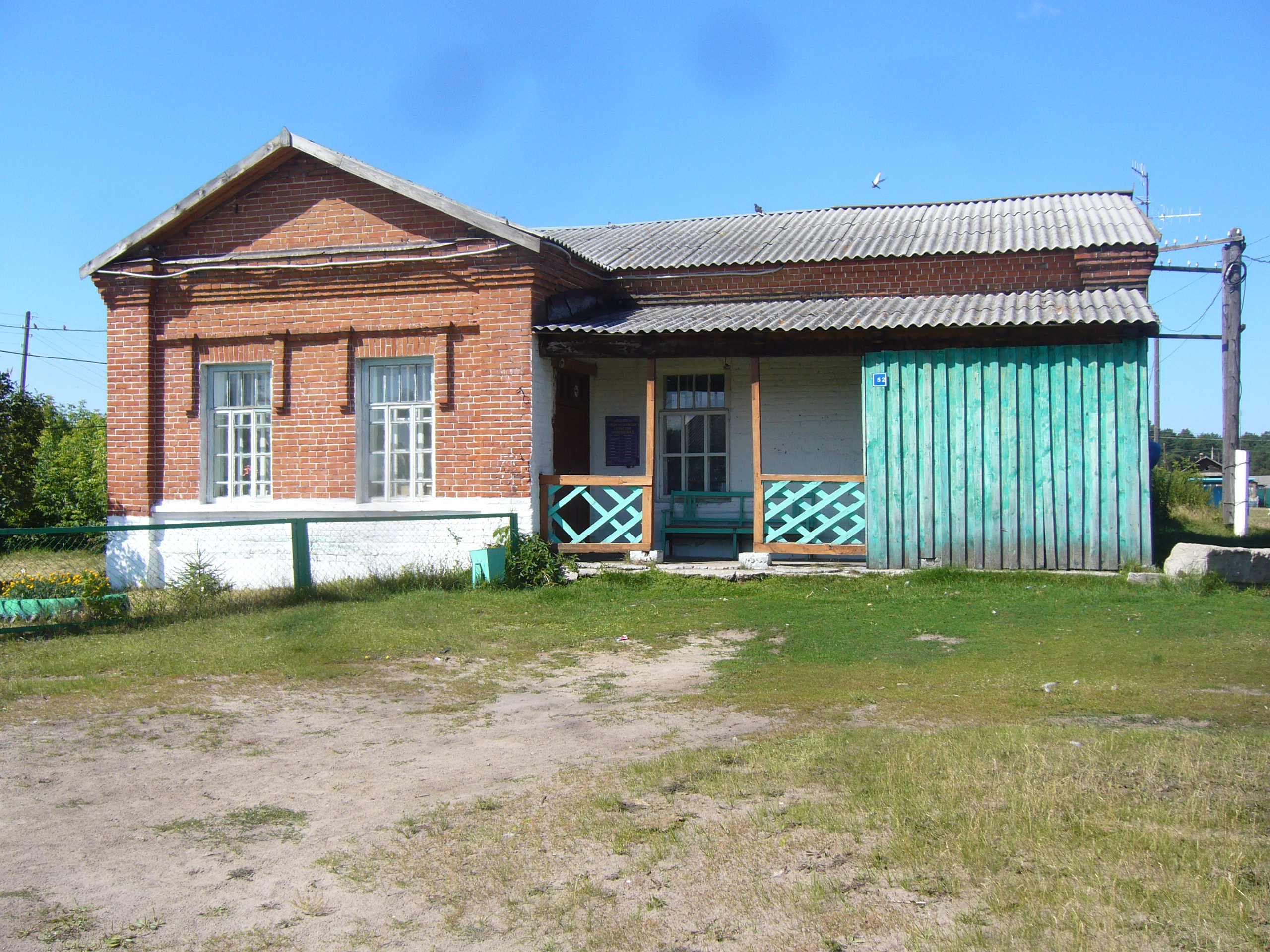
молзавод, библиотека. 2018 год
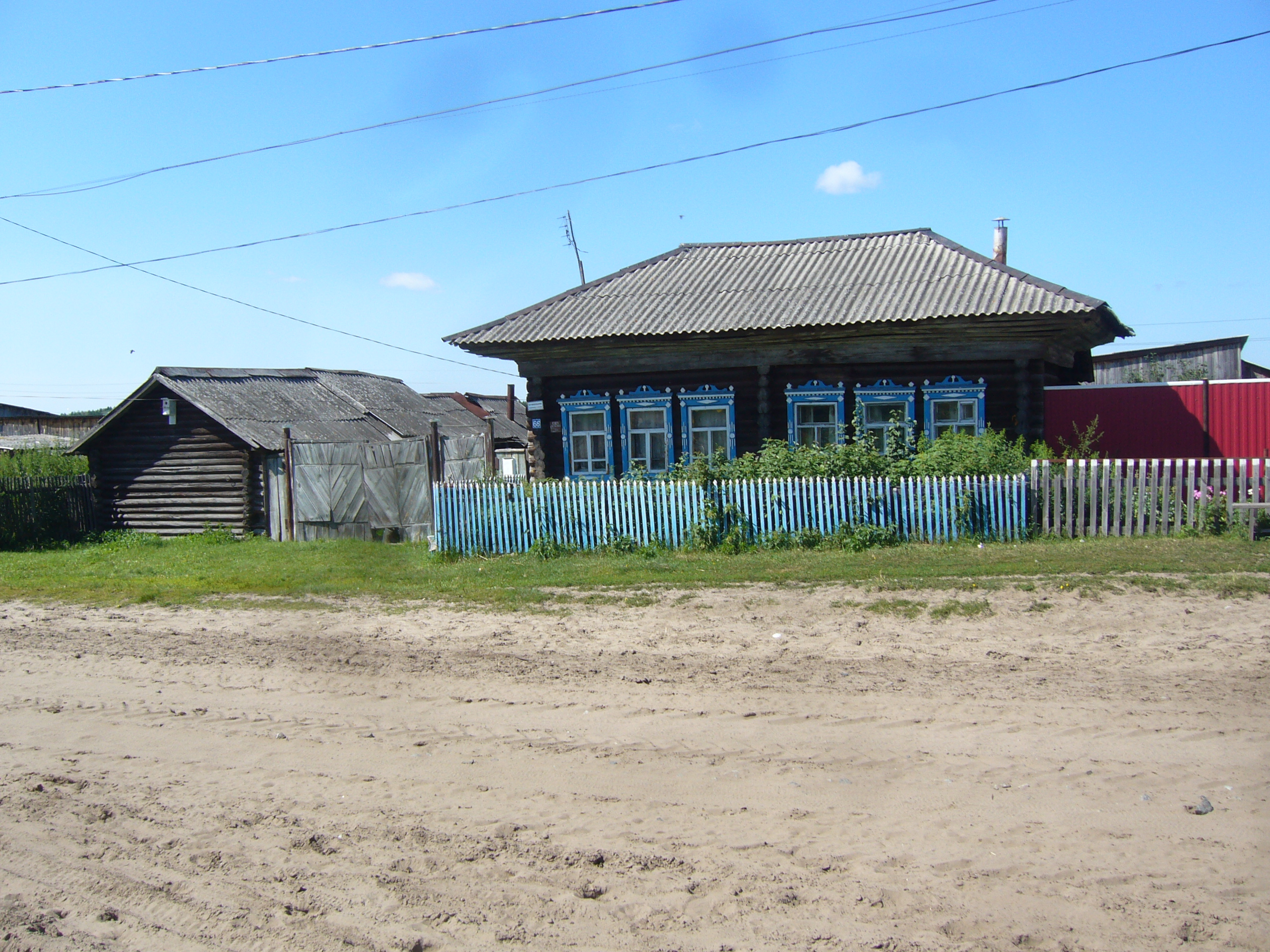
ул.Боровая. 2018 год